# 阳京郡
阳京郡（越南语：／）是越南海防市下辖的一个郡。面积48.85平方公里，2019年总人口60319人。

## 地理
阳京郡东接海安郡和北部湾，西接建安郡和建瑞县，南接涂山郡，北接吴权郡和黎真郡。

## 歷史
2007年9月12日，以建瑞县英勇社、兴道社、多福社、和义社、海城社和新城社6社析置阳京郡；多福社改制为多福坊，兴道社改制为兴道坊，英勇社改制为英勇坊，海城社改制为海城坊，和义社改制为和义坊，新城社改制为新城坊。

## 行政区划
阳京郡下辖6坊，郡人民委员会位于英勇坊。
- 英勇坊（Phường Anh Dũng）
- 多福坊（Phường Đa Phúc）
- 海城坊（Phường Hải Thành）
- 和义坊（Phường Hòa Nghĩa）
- 兴道坊（Phường Hưng Đạo）
- 新城坊（Phường Tân Thành）